# Наливайчук Дмитро Михайлович
Дмитро Михайлович Наливайчук (19 липня 1953, с. СемаківціІвано-Франківська область — 4 лютого 2016, Україна) — український радянський актор, телеведучий.

## Життєпис
Закінчив Київський державний інститут театрального мистецтва ім. І. Карпенка-Карого (1975). Працював на Київській кіностудії. Знімався в кіно, кіно- телевізійних серіалах, грав переважно ролі другого плану та епізодичні.
Був членом Національної Спілки кінематографістів України.
Заслужений артист України. [джерело не вказане 3331 день]

## Фільмографія
- «Від Бугу до Вісли» (1980),
- «Жінки жартують серйозно» (1980),
- «Очікування полковника Шалигіна» (1981),
- «Колесо історії» (1981, Голота),
- «Вир» (1983, Денис),
- «Женихи» (1985, лісоруб),
- «Кармелюк» (1985—1986, т/ф)
- «Зимівля на Студьоній» (1986, т/ф),
- «Точка повернення» (1987),
- «Небилиці про Івана» (1989),
- «Поза межами болю» (1989),
- «Я оголошую вам війну» (1990),
- «Війна на західному напрямку» (1990),
- «Господня риба» (1991),
- «Миленький ти мій...» (1991),
- «Іван та кобила» (1992),
- «Стамбульський транзит» (1993),
- «Викуп» (1994),
- «Об'єкт „Джей“» (1995),
- «Острів любові» (1995),
- «Посмішка звіра» (1998),
- «Пристрасть» (1998),
- «Мийники автомобілів» (2000),
- «Чорна рада» (2000),
- «Запороги» (2005),
- «Повернення Мухтара-4» (2007),
- «Повернення Мухтара-7» (2011),
- «Небезпечне місто» (2015) та інші фільми…

## Нагороди
- 1983 — Диплом Дмитрові Наливайчуку за дебют у кіно (у фільмі «Вир») — на кінофестивалі «Молодість»–83.[3]